# Лучин
Лу́чин — село в Україні, у Корнинській селищній територіальній громаді Житомирського району Житомирської області. Розташоване по обидва боки річки Калинівка, у її верхів'ї. В межах села на річці споруджено невеликий ставок. Населення становить 391 особа.

## Географія
На захід від села пролягає автошлях Т 0611.

## Історія
За переказами, назва села походить від слова «лучина». Лучиною розводили вогонь та опалювали свої помешкання татари, які й заснували село. Лучин належав поміщикам Єльцям: один із найдавніших представників цього роду, бувши дружинником, одержав за вислугу невелику кількість землі з селами Лучин та Турбів.
1612 року Лучин належав Олександру Єльцю, який подарував цей маєток єзуїтам. Незадовго перед тим він побудував у селі костел. Але в часи перебування в цьому краї Семена Палія споруду було зруйновано, а село залишилося без власника. Пізніше Лучин знову став належати духовенству. Але оскільки єзуїти за своїми правилами не могли безпосередньо керувати маєтками, польський король дарував Лучин і Федорівку своєму придворному блазню Волинецькому, який повинен був сплачувати за нього єзуїтам щороку по 8000 злотих. На час Коліївщини все ще належав Овруцькій духовній колегії. Під час повстання в селі побували дідівщинські козаки.
Колишній орган місцевого самоврядування — Лучинська сільська рада.

## Населення

### Мова
Розподіл населення за рідною мовою за даними перепису 2001 року:
| Мова       | Кількість | Відсоток |
| ---------- | --------- | -------- |
| українська | 381       | 97.44%   |
| російська  | 7         | 1.78%    |
| білоруська | 1         | 0.26%    |
| угорська   | 1         | 0.26%    |
| румунська  | 1         | 0.26%    |
| Усього     | 625       | 100%     |

## Відомі люди
- Бигич Юрій Венедиктович (1902—1951) — радянський педагог.
- Луценко Віталій Опанасович (нар. 1921) — український живописець.
- Тавров Юрій Петрович (1938-2000) — український кіноактор, виконавець ролі коваля Вакули у фільмі «Вечори на хуторі біля Диканьки».
- Тимошенко Тамара Миколаївна (1948—2000) — самодіяльна художниця